# Harpactes orrhophaeus
Harpactes orrhophaeus е вид птица от семейство Трогонови (Trogonidae). Видът е почти застрашен от изчезване.

## Разпространение
Видът е разпространен в Бруней, Индонезия, Малайзия и Тайланд.